# Willi Hofmann
Willi Hofmann, född 27 december 1940 i Zürich, är en schweizisk före detta bobåkare.
Hofmann blev olympisk bronsmedaljör i fyrmansbob vid vinterspelen 1968 i Grenoble.